# Coronel (Chile)
Coronel (pronuncia-se /ko.ɾo.'nel/ em espanhol) é uma comuna da província de Concepción, localizada na Região de Biobío, Chile. Possui uma área de 279,4 km² e uma população de 108.855 habitantes (2012).
A comuna limita-se: a oeste com o Oceano Pacífico; a sul com Lota e Santa Juana; a leste com Hualqui; a norte com San Pedro de la Paz.
Coronel faz parte da Grande Concepción, a região metropolitana da Concepción província.

## Etimologia
Coronel (também 'Coronel' na ortografia portuguesa) é uma voz do espanhol, que significa: coronel.